# Jean Carlos Silva Rocha
Jean Carlos Silva Rocha (Prata, 10 mei 1996) is een Braziliaans voetballer die sinds 2023 uitkomt voor Raków Częstochowa.

## Clubcarrière
Jean Carlos werd geboren in Brazilië, maar verhuisde in 2007 met zijn familie naar Spanje. Hij sloot zich er aan bij de jeugdopleiding van Yanida. Via deze club belandde hij bij CD Tenerife. Later ging hij op de proef bij Atlético Madrid, zonder succes. Jean Carlos trok daarop naar CP Parla Escuela, een club uit Parla, een voorstad van Madrid. Al gauw kon hij rekenen op interesse van Getafe CF, Real Madrid en Atlético Madrid. Hij koos uiteindelijk voor Real Madrid. In het seizoen 2014/15 speelde hij met de U19 van de club drie wedstrijden in de UEFA Youth League.
Na vijf seizoenen bij de jeugdopleiding van Real Madrid te hebben doorgebracht, leende de club hem in juli 2015 voor een seizoen uit aan CF Fuenlabrada, dat op dat moment in de Segunda División B speelde. Hij speelde er achttien competitiewedstrijden, waarin hij eenmaal scoorde. Na afloop van die uitleenbeurt trok Juan Carlos de deur bij Real Madrid definitief achter zich dicht: de Braziliaan tekende in juli 2016 bij Granada CF. Van 2016 tot 2019 speelde hij voor het tweede elftal van de club in de Segunda División B. Slechts eenmaal speelde hij een officiële wedstrijd voor het eerste elftal: op de slotspeeldag van het seizoen 2016/17 liet trainer Tony Adams hem in de 1-2-nederlaag tegen RCD Espanyol in de 61e minuut invallen voor Andreas Pereira.
Sinds 2019 voetbalt Jean Carlos in Polen. Na twee seizoenen bij Wisla Krakow speelde hij anderhalf seizoen bij Pogoń Szczecin. In de winter van 2023 tekende hij bij Raków Częstochowa, waarmee hij in 2023 kampioen werd en de bekerfinale verloor.

## Interlandcarrière
Jean Carlos maakte in mei 2015 zijn debuut voor Brazilië –20 in een oefeninterland tegen Portugal –20.   In juni 2015 nam hijmet zijn land deel aan het WK onder 20 in Nieuw-Zeeland. In de groepswedstrijden tegen Nigeria en Hongarije kwam hij niet in actie, in de derde groepswedstrijd tegen Noord-Korea was hij goed voor een goal en een assist, ondanks het feit dat hij pas tijdens de rust was ingevallen. In de achtste finalewedstrijd tegen Uruguay viel hij kort na het uur in, maar doordat er strafschoppen nodig waren om een winnaar aan te duiden kwam Jean Carlos bijna een uur in actie. In de kwartfinalewedstrijd tegen Portugal, die Brazilië eveneens pas na strafschoppen won, werd Jean Carlos tijdens de rust vervangen door Andreas Pereira. In de halve finale tegen Senegal en de verloren finale tegen Servië speelde hij een hele wedstrijd.